# 佐々木知廣
佐々木 知廣（ささき ともひろ、1956年3月8日 - ）は、日本の実業家。元ベガルタ仙台代表取締役。

## 人物・経歴
宮城県大崎市古川出身。宮城県古川高等学校から東北学院大学卒業。
1979年4月郵政省入省（仙台南郵便局勤務)。1981年から東北郵政局および東北エリア内の郵便局等に勤務。2007年10月(郵政民営化)から、ゆうちょ銀行岩手地域センター所長。2010年から、ゆうちょ銀行本社郵便局担当室長、渉外室長、監査企画部長。2017年からは、 ゆうちょ銀行東北エリア本部付・推進役、調査役。2020年、ゆうちょ銀行を退任。

### ベガルタ仙台との関わり
ベガルタ仙台に対しては、1999年2月にベガルタ仙台・市民後援会発足に参加し事務局長に就任。2000年2月からは同会理事長。2007年9月から仙台プロスポーツネット・キャプテン（代表）。2006、2020年 ベガルタ仙台経営検討委員会委員長を歴任。
2020年12月14日にベガルタ仙台の代表取締役に就任。退任までの期間は、新型コロナウイルス感染症 (2019年)（２類相当）のパンデミック対応期間に相当し、一律に日常における基本的感染対策が求められ、感染症法に基づく、新型コロナ陽性者及び濃厚接触者の外出自粛が求められるなど、プロサッカーイベントの運営には困難を極めた時期であった。
2022年シーズンのユニフォームスポンサーに木下グループを獲得するなど、2022年度決算を5期ぶりに黒字転換させた。また、2022年度中に３億円の増資を行い、就任時に「一丁目一番地の課題」としていた債務超過の解消を図った。
2023年4月5日、就任時に掲げた目的が果たされたことから、任期満了に伴い4月25日に代表取締役を退任することが発表された。在任中、チーム成績は低迷したが、就任時にあった債務超過を解消し、それまで4年連続で赤字だった経営を2022年に黒字化に導いたこともありファン・サポーターに強く支持されていた。
社長退任後、2023年4月ベガルタ仙台・市民後援会の理事長に復帰した。